# Luca Dodi
Luca Dodi (n. Parma, Emilia-Romaña, Italia, 26 de mayo de 1987) es un ciclista profesional italiano.

## Biografía
Desde su juventud siempre se ha dedicado al ciclismo, obteniendo en el año 2005 la tercera posición en el campeonato de Italia en carretera para categoría junior .
Un año más tarde en el 2006, fue fichado por el equipo amateur G.S. Podenzano, donde en el 2007 ganó la Copa Varignana, Giro Ciclista de Romana Pesche Nettarine y su principal victoria, el Memorial Davide Fardelli. Al final de la temporada 2008 tuvo un pasaje como stagiaire (aprendiz) en el equipo Nippo-Endeka. Retornó al G.S. Podenzano en 2009 y ese año ganó el Gran Premio Caduti di Soprazocco. En 2011 pasó al equipo Team Idea 2010 (también amateur), equipo que en 2012 subió a la categoría Continental. su logro más destacado fue una novena plaza en la Coppa Placci.
Para la temporada 2013 fue fichado por el Lampre-Merida y debutó en una Gran Vuelta al ser participante de la Vuelta a España 2013.

## Palmarés
2007 (como amateur)
- Memorial Davide Fardelli

## Resultados en las Grandes Vueltas

### Vuelta a España
- 2013: 129.º